# Cameron Bell
Cameron Bell (ur. 18 września 1986 w Dumfries) – szkocki piłkarz występujący na pozycji bramkarza. Zawodnik klubu Rangers F.C.

## Kariera klubowa
Bell zawodową karierę rozpoczynał w 2006 roku w zespole Kilmarnock ze Scottish Premier League. Jeszcze przed debiutem w jego barwach, w sezonie 2006/2007 przebywał na wypożyczeniu w Montrose ze Scottish Third Division, gdzie rozegrał 4 spotkania. Latem 2008 roku został wypożyczony do Queen of the South ze Scottish First Division. Pod koniec 2008 roku wrócił do Kilmarnock. 23 maja 2009 roku w wygranym 2:1 pojedynku z Motherwell zadebiutował w Scottish Premier League.

## Kariera reprezentacyjna
W reprezentacji Szkocji Bell zadebiutował 16 listopada 2010 roku w wygranym 3:0 towarzyskim meczu z Wyspami Owczymi.